# أكيرا كوجا
أكيرا كوجا (باليابانية: 古賀輝) هو لاعب كرة الريشة ياباني، ولد في 8 أغسطس 1994 في سايتاما في اليابان.

## وصلات خارجية
- أكيرا كوجا على موقع BWF.tournamentsoftware.com (الإنجليزية)
- أكيرا كوجا على موقع BWFbadminton.com (الإنجليزية)